# 러키☆스타의 캐릭터송
러키☆스타의 캐릭터송에서는 요시미즈 카가미 원작의 《러키☆스타》 애니메이션판의 캐릭터송에 대해서 소개한다.

## 개요
- 2007년 9월 5일부터 2007년 11월 21일에 걸쳐, 총 12장이 릴리스 되었다가 2008년 3월 26일 Vol.013이 추가, 총 열 세장이 되었다. Vol.001~Vol.008에서는 각 캐릭터씩 1장, Vol.009~Vol.012에서는 복수의 캐릭터로 1장인 구성이다. Vol.013은 캐릭터 한 명으로 되어있다.
- Vol.001~Vol.008까지는 쟈켓에 그려진 캐릭터가 모두 같은 포즈를 취하고 있고 캐릭터의 성격에 따라서 표정이 다른 형태로 되어 있다. 음악 프로듀서인 사이토자는 이 포즈는 '어떤 작품'의 존경을 표함이다[1]. 라고 했다.
- 제작진으로는 하타 아키・코우사키 사토루・nishi-ken이나 POPHOLIC 소속 작가 등이 기용되었다.

## Vol.001 이즈미 코나타
2007년 9월 5일 발매. 이즈미 코나타(히라노 아야) 노래.
수록곡
1. どんだけファンファーレ(돈다케팡파레)
작사：하타 아키　작곡：橋本由香利　편곡：nishi-ken
2. Dドライヴ/ラヴ(D드라이브/러브)
작사：하타 아키　작곡・편곡：nishi-ken
3. loading_konata_speaking
track maker：r-midwest
4. どんだけファンファーレ（off vocal）
5. Dドライヴ/ラヴ（off vocal）

비고
- 'どんだけ'라 함은 2007년 일본에서 유행하던 유행어로 주로 감탄사로 쓰이며 상황에 따라 여러 의미로 쓰이기 때문에 특별한 뜻은 잡혀져 있지 않으나 영어로는 "What the~'의 의미가 가깝겠다[2]
- 《Dドライヴ/ラヴ》는 코나타의 D드라이브에의 애정을 다루고 있다[1]. 가사의 대부분은 온라인 게임(그 중에서 MMORPG)에 관한 것.

## Vol.002 히이라기 카가미
2007년 9월 5일 발매. 히이라기 카가미(카토 에미리) 노래
수록곡
1. ケンカ予報の時間だよ(다툼예보의 시간이야) 
작사：하타 아키　작곡：綾原圭二
2. 100%?ナイナイナイ(100%? 아냐아냐아냐) 
작사：하타 아키　작곡：타시로 토모카즈　편곡：橋本由香利
3. I'm sorry by kagami
track maker：r-midwest
4. ケンカ予報の時間だよ（off vocal）
5. 100%?ナイナイナイ（off vocal）

## Vol.003 히이라기 츠카사
2007년 9월 5일 발매. 히이라기 츠카사(후쿠하라 카오리) 노래.
수록곡
1. 寝・逃・げでリセット!(잠・도・망쳐서 Reset!) 
작사：하타 아키　작곡：nishi-ken
2. しすたー・うぉーず(시스터 워즈, sister wars) 
작사：하타 아키　작곡：타무라 신지　편곡：深澤秀行
3. yume-tsukasa-night-loopin'
track maker：라이토
4. 寝・逃・げでリセット!（off vocal）
5. しすたー・うぉーず（off vocal）

## Vol.004 타카라 미유키
2007년 9월5일 발매. 타카라 미유키(엔도 아야) 노래.
수록곡
1. 萌え要素ってなんですか?(모에요소란 무엇인가요?) 
작사：하타 아키　작곡： 토모노카츠미　편곡：코우사키 사토루
2. たぶんかなり普通の休日(아마도 꽤 평범한 휴일) 
작사：하타 아키　작곡・편곡：菊谷知樹
3. Rhyme of miyuki continued  
track maker：라이토
4. 萌え要素ってなんですか?（off vocal）
5. たぶんかなり普通の休日 （off vocal）

## Vol.005 코바야카와 유타카
2007년 9월 26일 발매. 코바야카와 유타카(하세가와 시즈카) 노래
수록곡
1. みにまむテンポ(미니멈 템포, minimum tempo) 
작사：하타 아키　작곡・편곡：菊谷知樹
2. たとえばピンクとブルーでも(예를 들어 핑크와 블루라도) 
작사：하타 아키　작곡：ISAO　편곡：tetsu-yeah
3. i-Free Tempo U-taka apartmentronik 
track maker：r-midwest
4. みにまむテンポ（off vocal）
5. たとえばピンクとブルーでも（off vocal）

## Vol.006 이와사키 미나미
2007년 9월 26일 발매. 이와사키 미나미(치하라 미노리) 노래.
수록곡
1. 黙っと休み時間(멍하니 보내는 쉬는 시간) 
작사：하타 아키　작곡：綾原圭二　편곡：近藤昭雄
2. 透明リボン(투명 리본) 
작사：하타 아키　작곡：rino　편곡：니지네
3. mokutt minami growing  
track maker：r-midwest
4. 黙っと休み時間（off vocal）
5. 透明リボン（off vocal）

## Vol.007 타무라 히요리
2007년 9월 26일 발매. 타무라 히요리(시미즈 카오리) 노래.
수록곡
1. も、妄想マシーン。(마, 망상머신) 
작사：하타 아키　작곡：타시로 토모카즈　편곡：安藤高弘
2. デフォルト女子高生にゃん (디폴트 여고생야옹) 
작사：하타 아키　작곡・편곡：伊東大和
3. he_yo_reason&mechanique  
track maker：A-bee
4. も、妄想マシーン。（off vocal）
5. デフォルト女子高生にゃん （off vocal）

비고
'も、妄想マシーン。'은, 이른바 '부녀자'로의 생각과 목표 없는 망상이 테마다.

## Vol.008 패트리시아 마틴
2007년 9월 26일 발매. 패트리시아 마틴(사사키 노조미) 노래.
수록곡
1. こすぷれノこころえ(코스프레에 대한 마음가짐) 
작사：하타 아키　작곡：金井江右　편곡：코이케 마사야
2. 最大聖地カーニバル(최대성지카니발) 
작사：하타 아키　작곡・편곡：코우사키 사토루
3. pa pa pa pa patty  
track maker：라이토
4. こすぷれノこころえ（off vocal）
5. 最大聖地カーニバル（off vocal）

## Vol.009 배경콤비
2007년 10월 31일 발매. 쿠사카베 미사오(미즈하라 카오루), 미네기시 아야노(아이자와 마이) 노래
수록곡
1. “ラ”はらき☆すたの“ラ”('러'는 러키☆스타의 '러') 
작사：하타 아키　작곡・편곡：nishi-ken
2. 背景放題やりほーだい?(배경으로 마음껏 매우 마음껏?) 
작사：하타 아키　작곡・편곡：nishi-ken
3. aYa miSa post modern&ambients  
track maker：A-bee
4. 背景放題やりほーだい?（off vocal）
5. “ラ”はらき☆すたの“ラ”（off vocal）

비고
부제인 '배경콤비'는 애니메이션 11화 〈성야를 보내는 여러 가지 방법〉에서 미사오의 대사로부터 나온 말이다.

## Vol.010 납작가슴걸즈
2007년 10월 31일 발매. 이즈미 코나타(히라노 아야), 코바야카와 유타카(하세가와 시즈카), 이와사키 미나미(치하라 미노리) 노래.
수록곡
1. みんなで5じぴったん(모두 5시 정각 집합!) 
작사：하타 아키　작곡・편곡 : 토우사키 사토루
2. ロリィタ帝国ビショージョ大帝(로리타제국 미소녀대제)  
작사：하타 아키　작곡・편곡：토우사키 사토루
3. kona-yuta-mina-tangs be Altered Scale  
track maker：r-midwest
4. みんなで5じぴったん（off vocal）
5. ロリィタ帝国ビショージョ大帝（off vocal）

## Vol.011 카나타와 소지로
2007년 11월 21일 발매. 이즈미 카나타(시마모토 스미), 이즈미 소지로(하라마츠 히로카즈) 노래.
수록곡
1. 幸せ願う彼方から(행복을 바라는 저쪽으로부터) 
작사：하타 아키　작곡・편곡：코우사키 사토루　노래：이즈미 카나타(시마모토 스미) 
 원곡은 애니메이션 22화 〈여기에 있는 카나타〉의 BGM.
2. 女はヨメとムスメだけ(여자는 아내와 딸만) 
작사：하타 아키　작곡・편곡：金井江右　노래：이즈미 소지로(하라마츠 히로카즈)
3. 世界が消えても愛してる(세계가 사라져도 사랑해) 
작사：하타 아키　작곡：rino　편곡：菊谷知樹　노래：이즈미 카나타(시마모토 스미) & 이즈미 소지로(하라마츠 히로카즈)
4. 幸せ願う彼方から（off vocal）
5. 女はヨメとムスメだけ（off vocal）

비고
《幸せ願う彼方から》의 의미는 '彼方'의 발음으로 '행복을 바라는 카나타로부터'도 될 수 있겠다. 彼方의 일본어 발음 또한 '카나타'다. 덧붙여서 이즈미 코나타의 이름 중 코나타는 '이쪽'으로도 풀이된다.

## Vol.012 유이와 나나코
2007년 11월 21일 발매. 쿠로이 나나코(마에다 코노미), 나루미 유이(니시하라 카오리) 노래.
수록곡
1. 結婚なんてさパッパヤー(결혼같은 건 말이야 PAPPAYA) 
작사：하타 아키　작곡・편곡：金井江右
2. 適齢期なレイディ(적령기의 레이디) 
작사・작곡・편곡：伊東大和
3. yui's_Hundred_Days_Nana's_Bells  
track maker：r-midwest
4. 結婚なんてさパッパヤー（off vocal）
5. 適齢期なレイディ（off vocal）

## Vol.013 쿠사카베 미사오
2008년 3월 26일 발매. 쿠사카베 미사오 노래(미즈하라 카오루).
수록곡
1. すげえんだって・ヴァ! (엄청나다니까・바!) 
작사：하타 아키　작곡：綾原圭二　편곡 : 村井大
2. だよな3秒たまには5秒(그냥 3초 가끔은 5초) 
작사：하타 아키　작곡：綾原圭二　편곡 : 近藤昭雄
3. micro Krafty datteValator/AD++ 
track maker：Yasushi.K
4. すげえんだって・ヴァ! （off vocal）
5. だよな3秒たまには5秒（off vocal）

비고
제목의 의미는 노래를 부른 성우 미즈하라 카오루의 문서에서 파악할 수 있다.